# Wybory parlamentarne w Indiach w 2009 roku

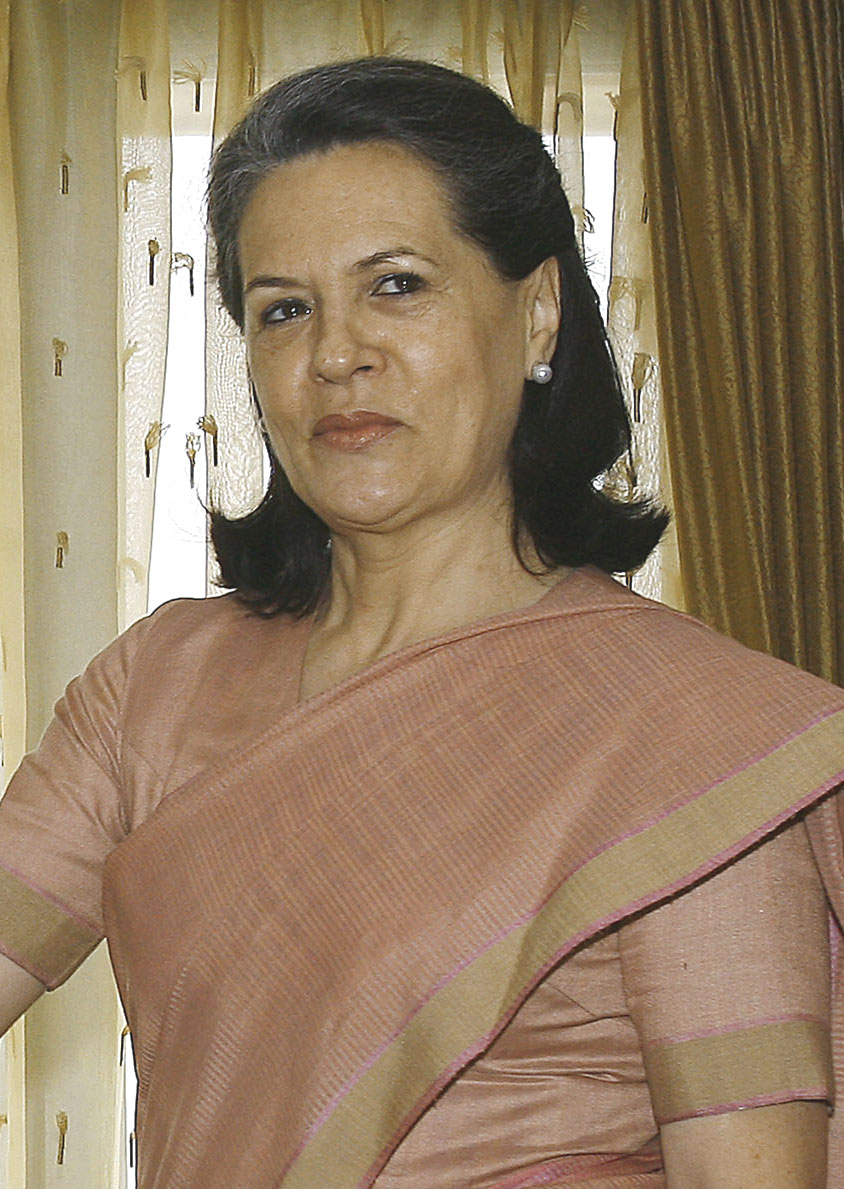
Sonia Gandhi

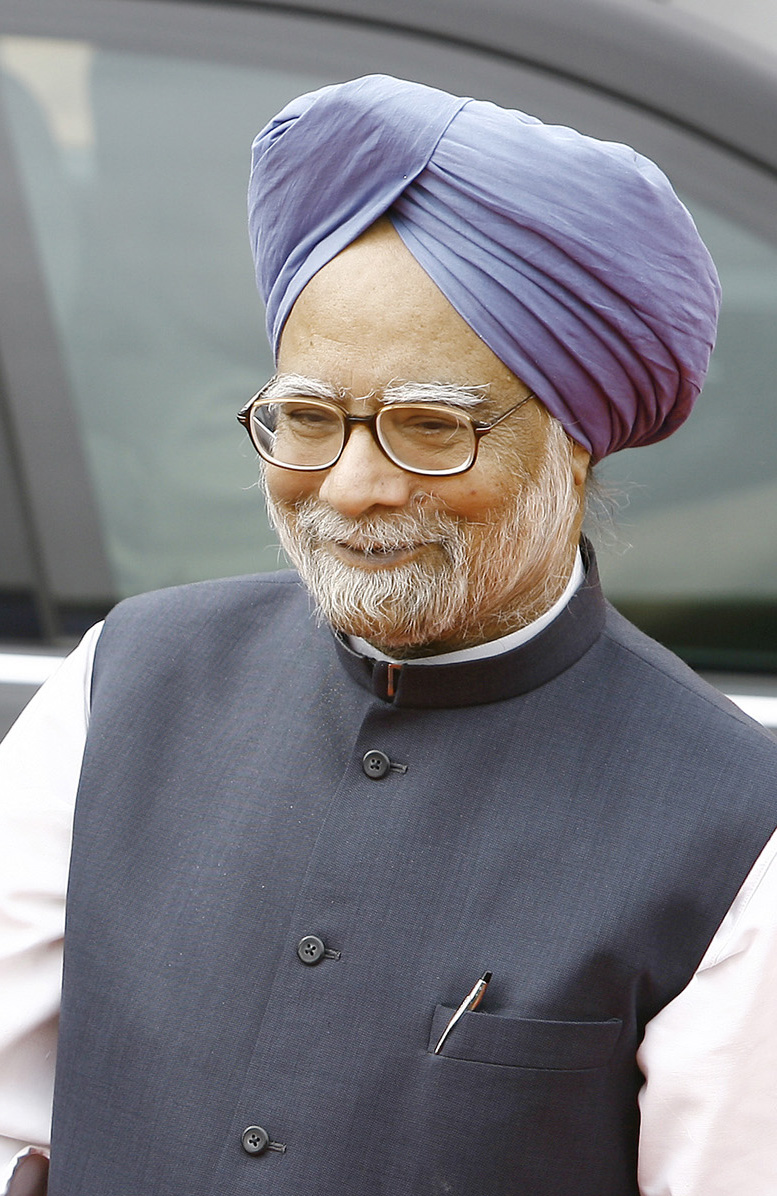
Manmohan Singh

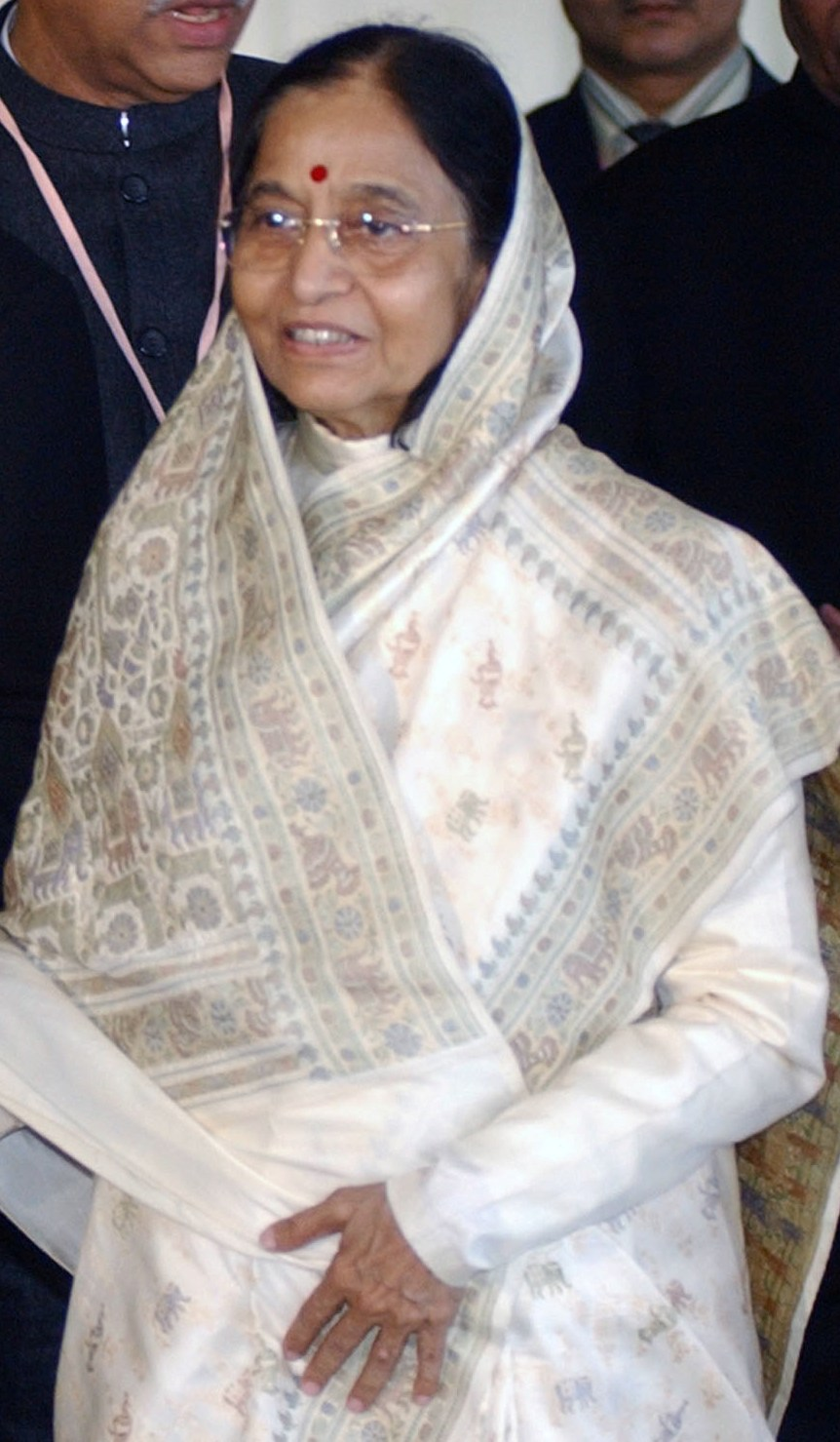
Pratibha Patil

Wybory parlamentarne w Indiach zostały przeprowadzone w pięciu turach: 16, 22-23 i 30 kwietnia oraz 7 i 13 maja 2009 roku. Wyniki wyborów zostały ogłoszone łącznie 16 maja. Indusi wybrali 543 deputowanych do 15. Lok Sabha. O mandaty ubiegało się 1055 partii. Uprawnionych do głosowania było 714 milionów obywateli Indii.

## O wyborach

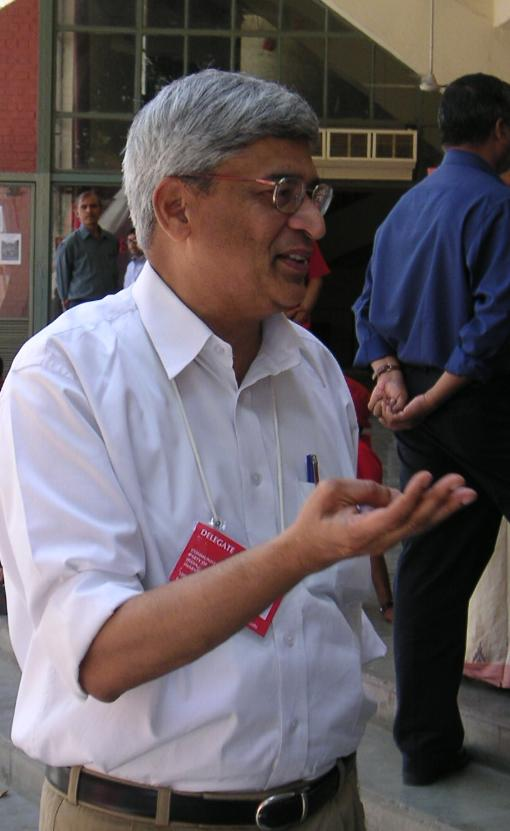
Prakashkarat

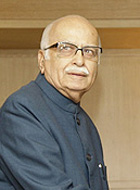
LK Advani

Wybory do Lok Sabha XV kadencji zostały przeprowadzone pięciu turach między 16 kwietnia 2009 i 13 maja 2009.
Uprawnionych do głosowania było 714 milionów obywateli (więcej niż w Unii Europejskiej i USA razem wziętych). Są to obecnie największe demokratyczne wybory na świecie.
Zgodnie z konstytucją wybory do Lok Sabha odbywają się co pięć lat, w przypadku rozwiązania parlamentu przez Prezydenta Indii. Poprzednie wybory do Lok Sabha XIV kadencji zostały przeprowadzone w maju 2004. Jej kadencja zgodnie z konstytucją upłynęła w dniu 1 czerwca 2009.
Wybory są organizowane przez Komisji Wyborczej w Indiach (ECI) i odbyły się w kilku turach, aby zapewnić lepszą obsługę bazy wyborczej i bezpieczeństwo wyborców. Wybory 2009 odbyły się w pięciu turach. W lutym 2009 suma 1.120 krorów INR (176 milionów euro) została zapisana w budżecie wydatków wyborczych przez indyjski parlament.
Średnia frekwencja w pięciu turach głosowania wynosiła około 59,7%. Wyniki wyborów zostały ogłoszone w ciągu trzech dni od ich zakończenia, 16 maja 2009, podobnie jak w większości Wspólnoty Narodów.
Koalicja Zjednoczony Sojusz Postępowy (UPA), pod wodzą Indyjskiego Kongresu Narodowego utworzyła rząd po uzyskaniu większości miejsc w parlamencie w oparciu o dobre wyniki w stanach Andhra Pradesh, Kerala, Maharashtra, Radżastan, Tamil Nadu, Uttar Pradesh i Bengal Zachodni. Manmohan Singh jako pierwszy premier od czasów Jawaharlala Nehru w 1962 został ponownie wybrany po upływie pierwszej swojej kadencji. Zjednoczonemu Sojuszowi Postępowemu udało się uzyskać większość dzięki 322 głosom parlamentarzystów spośród 543. Jest to mniej niż 335 członków, którzy poparli Zjednoczony Sojusz Postępowy w ostatnim parlamencie. Sam Zjednoczony Sojusz Progresywny uzyskał ponad 260 mandatów w porównaniu do 218 mandatów z 14 Lok Sabha. Dzięki większemu poparciu oraz większej liczbie mandatów rząd zyskał większą stabilność niż poprzedni. Poparcia nowemu rządowi udzieliły m.in. Bahujan Samaj Party (BSP), Samajwadi Party (SP), Janata Dal (świecka) (JD (S)), Rashtriya Janata Dal (RJD) oraz kilka mniejszych partii.
W dniu 22 maja 2009, Manmohan Singh został zaprzysiężony na premiera w Sali Ashoka Rashtrapati Bhavan. Na konwencji 18 maja, złożył rezygnację ze stanowiska premiera na ręce prezydenta Pratibha Patil z podając do dymisji cały rząd.

## Nowe okręgi wyborcze
Na wybory parlamentarne 2009 zostały ponownie sporządzone okręgi wyborcze. Zmiany okręgów wyborczych zostały zatwierdzone w lutym 2008.
W wyborach 2009 roku ponownie wyznaczonych zostało 499 z 543 okręgów wyborczych. Główne zmiany dotyczyły Narodowego Regionu Stołecznego Delhi, Terytoriów Unii z Puducherry i wszystkich stanów z wyjątkiem Arunachal Pradesh, Asam, Dżammu i Kaszmiru, Jharkhandu, Manipuru i Nagalandu. Porównując wyniki wyborów, należy pamiętać, że w wielu przypadkach okręgi o tej samej nazwie mogą odzwierciedlać znacznie różnice demograficzne w populacji, ponieważ są nieco zmienione w stosunku do regionu geograficznego.

## Elektroniczne maszyny do głosowania
Podobnie jak w wyborach w 2004 roku, głosowanie przeprowadzono wyłącznie przy użyciu elektronicznych maszyn do głosowania (EVMS). W całym kraju były 1.368.430 maszyny.

## Lokale wyborcze
Głosowanie odbywało się w 828.804 lokalach wyborczych. - w stosunku do poprzednich wyborów w 2004 ilość lokali była większa o 20%. Większa ilość lokali miała służyć zmniejszeniu podatności na zagrożenia i zastraszania, przezwyciężeniu trudności geograficznych poprzez zmniejszenie odległości przebywanej przez wyborców.
Indyjska Komisja Wyborcza ogłosiła, że lokal wyborczy we wsi Banej, należącej do okręgu miasta Una w dystrykcie Junagadh w stanie Gujarat, był jedynym lokalem wyborczym w kraju, w którym zagłosował tylko guru Shree Bharatdasji Bapu, kapłan świątyni Śiwy w Gir Forest National Park.

## Listy wyborcze
Ze względu na nowelizację ustawy o okręgach wyborczych, która weszła w życie od lutego 2008 listy wyborców musiały zostać sporządzone od nowa. Proces aktualizacji list wyborczych był kontynuowany do ostatniego dnia składania kandydatur. W 2009 r. uprawnionych do głosowania było 714 milionów obywateli.
Na terenie całego kraju, z wyjątkiem stanów Asam, Nagaland i Dżammu i Kaszmir wykorzystano fotografię list wyborczych. Na skutek tych działań, zdjęcie każdego wyborcy zostało wydrukowane na liście wyborców. Działanie to miało to na celu ułatwienie identyfikacji i zapobiegnięcie fałszerstwom.
Oprócz fotografii wyborcy, do głosowania potrzebny był również dowód tożsamości ze zdjęciem. Do głosowania uprawnieni byli tylko ci wyborcy, którzy zostali zidentyfikowani przez system (EPIC).Przed wyborami w 2009 r. 82% wyborców w kraju (z wyjątkiem stanu Asam) wydano karty identyfikacyjne EPIC.

## Tło polityczne
28 grudnia 2008 główny komisarz do spraw wyborów w Indiach (CEC), N. Gopalaswami, stwierdził, że wybory prawdopodobnie odbędą się na przełomie kwietnia i maja 2009 roku.
31 stycznia 2009 ujawniły się rozłamy w obrębie komisji wyborczej, gdy Gopalaswami zabiegał u prezydent Pratibhi Patil, o zwolnienie komisarz Navin Chawla. Komisarz do spraw wyborów została zwolniona co wywołało krytykę prezydent Indii. Bowiem nie było jasne, czy decyzja o zwolnieniu podstawy prawne lub konstytucyjne. Komisarz Chawla odmówiła podania się do dymisji, a i objęła stanowisko głównego komisarza wyborczego kilka miesięcy później.
Kontrowersje z powodu Gopalaswami doprowadziły do spekulacji, że komisja wyborcza nie była w stanie porozumieć się co do daty wyborów, ponieważ co najmniej jedna tura wyborów miała się odbyć przed przejściem na emeryturę członka komisji. 20 kwietnia 2009 Navin Chawla, wyraziła chęć aby wybory rozpocząć się dopiero po przejściu Gopalaswami emeryturę.
W końcu, po 1 marca 2009 r., prezydent za radą rządu odrzuciła propozycje usunięcia Patila Gopalaswamiego. Wkrótce po decyzji prezydenta Patil, członkowie komisji wyborczej zebrali się by ogłosić wybory parlamentarne.
Wybory zostały wyznaczone przez szefa komisji wyborczej na 2 marca 2009.
Następnie przewodniczący ogłosił, że 4 marca 2009 CKW Gopalaswami przechodzi na emeryturę. Wybory zaplanowano na 20 kwietnia 2009 a od 21 kwietnia 2009 Navin Chawla przejął przewodnictwo komisji wyborczej. był to pierwszy w historii indyjskiej przypadek, gdy dwie różne osoby nadzorowały kolejne tury tych samych wyborów.

## Koalicje
Wybory parlamentarne 2009 skupiły się wokół trzech głównych krajowych sojuszy. Ze względu na niestabilny charakter polityki koalicji w Indiach, wiele partii zmieniało sojusze przed, w trakcie i po wyborach. Dwie największe koalicje, UPA i NDA, wyraźnie wskazywały kandydatów na premiera w trakcie kampanii wyborczej. Trzeci Front przez cały okres kampanii utrzymywał, że poda nazwisko kandydata na premiera po ogłoszeniu wyników wyborów. Indyjski system parlamentarny, nie wymaga od partii ogłoszenia kandydatów na premiera przed wyborami.

### Zjednoczony Sojusz Postępowy
Zjednoczony Sojusz Postępowy (UPA) powstał po wyborach parlamentarnych 2004 jako koalicja partii, o programie zbliżonym do Indyjskiego Kongresu Narodowego. liderzy partii byli gotowi do powołania razem z Kongresem Rządu Narodowego. Chociaż Zjednoczony Sojusz Postępowy nigdy nie posiadał zdecydowanej większości w Lok Sabha XIV kadencji, To udało się zakończyć okres pięciu lat od 2004 do 2009 poprzez zapewnienie wsparcia z zewnątrz od kilku lewicowych partii, Samajwadi Party i Bahujan Samaj Party podczas trwania kadencji.
Po wygranym głosowaniu nad wotum zaufania dla obecnego rządu w sierpniu 2008 prezes Kongresu Sonia Gandhi oświadczyła, że Zjednoczony Sojusz Progresywny w wyborach wystawi na premiera Manmohana Singha. Podczas gdy Dravida Munnetra Kazhagam (DMK) na czele z liderem M. Karunanidhi poparła Manmohana Singha jako kandydata PM Nacjonalistycznej Partii Kongresowej (KPK) szef Sharad Pawar próbował sam projekt jako ewentualnego kandydata premiera oraz ministrów. W dniu 24 stycznia 2009, Manmohan Singh przeszedł zabieg kardiochirurgiczny obwodnicy w All India Institute of Medical Sciences, w Nowym Delhi. Po zabiegu, blok rządzący spekulował na temat alternatywnych kandydatów. Starając się stłumić spekulacje, Sonia Gandhi 6 lutego 2009 r. potwierdziła, że Manmohan Singh jest kandydatem koalicji UPA PM pisząc tak w magazynie partyjnym Sandesh. To był pierwszy raz w historii indyjskiej demokracji, gdy partia rządząca ogłosiła kandydata na prezydenta ministrów przed wyborami.

### Narodowy Sojusz Demokratyczny
Narodowy Sojusz Demokratyczny (NDA) był pierwszą dużą krajową koalicją Partii Narodowej mającej poparcie w różnych regionach. Powstał po wyborach parlamentarnych w 1998. Narodowy Sojusz Demokratyczny utworzył rząd kierowany przez Atala Bihari Vajpayee. Rząd upadł kilka miesięcy później, ale Narodowy Sojusz Demokratyczny powrócił do władzy po wyborach parlamentarnych w 1999 i tym razem Vajpayee na stanowisku szefa rządu przetrwał całą kadencję od 1999 do 2004. Ze względu na niestabilny charakter koalicji, Narodowy Sojusz Demokratyczny zdobył 181 mandatów po wyborach parlamentarnych 2004 roku, ale ze względu na rozłamy i zmianę koalicjantów partii przed wyborami w 2009 r. Liczba mandatów spadła do 142.
W dniu 11 grudnia 2007 (ponad rok przed wyborami) główna partia opozycyjna BJP, i jej partnerzy z koalicyjni ogłosili, że ich kandydatem na premiera będzie lider partii Bharatiya Janata Party Advani który był liderem opozycji w tym czasie. W dniu 23 stycznia 2008, przywódcy BJP i innych stron NDA oficjalnie wybierali swojego kandydata, którym został polityk Indyjskiej Partii Ludowej Lal Krishna Advani

### Trzeci Front
Przed wyborami 2009 nowo powstały sojusz posiadał 109 mandatów w indyjskim parlamencie.
Lewica indyjska doprowadziła do stworzenia w 2009 roku trzeciej siły. Trzeci Front składał się głównie z regionalnych partii politycznych, nie należących ani do UPA, ani NDA. Większość partii Trzeciego Frontu wywodziła się ze Zjednoczonego Narodowego Sojuszu Postępowego (UNPA).

### Czwarty front
Nowo powstały sojusz indyjskich partii posiadający przed wyborami 2009 64 mandatów. W skład koalicji wchodziły Samajwadi Party, Rashtriya Janata Dal i Lok Janshakti Party. Przyczyną powołania oddzielnej listy był brak porozumienia w sprawie podziału wpływów w gminie z Indyjskim Kongresem Narodowym. Chcąc mieć wpływ na wydarzenia w kraju po wyborach partie stworzyły nowy front. Mimo to przed ogłoszeniem wyników, deklarowały swoje poparcie dla koalicji UPA.

## Kampania

### Zjednoczony Sojusz Postępowy
Kongres zakupił prawa do zwycięskiej ścieżki dźwiękowej "Jai Ho" z filmu Slumdog Millionaire, która została wykorzystana jako oficjalna ścieżka dźwiękowa kampanii partii. Tytuł piosenki "Jai Ho" tłumaczy się jako "Niech będzie zwycięstwo", a Kongres miał nadzieję, że popularna piosenka ożywi masy podczas długiego okresu kampanii wyborczej.
W dniu 24 marca 2009, Prezes Kongresu Sonia Gandhi wydała strony Manifest wyborczy 2009. Strony hasłem wyborów Aam ADMI Ke Badthe Kadam, Har Kadam Par Bharat Buland co tłumaczy się jako "Wspólne poruszanie człowieka do przodu, a wraz z nim Indie. Manifest partii wymieniał wszystkie osiągnięcia rządu UPA w ciągu ostatnich pięciu lat w mocy i określiła poprawę różnych kierunków polityki na rzecz obszarów wiejskich i bardziej uprzywilejowanych grup społeczeństwa indyjskiego.
Kampania Indyjskiego Kongresu Narodowego popadła w kłopoty, gdy komisja wyborcza zauważyła, że partia rządząca reklamuje w głównych gazetach Delhi Igrzyska Wspólnoty Narodów 2010. W wystosowanym do Ministerstwa Spraw Młodzieży i Sportu piśmie, minister i główny sekretarz Delhi, stwierdził, że reklama Igrzysk Wspólnoty Narodów była wyraźnym naruszeniem wyborczych standardów postępowania, ponieważ wymienione zostały osiągnięcia koalicyjnego rządu. Komisja Europejska zwróciła się również z apelem do łamiących ciszę wyborczą by zapłacili za ogłoszenia własnej kieszeni.
3 kwietnia 2009, BJP opublikował swój manifest wyborczy w Nowym Delhi. Strona bierze na operatora UPA rządu na trzech frontach dobrego zarządzania, rozwoju i bezpieczeństwa. Manifest zwraca uwagę wszystkie inne warunki NDA. Manifest przywiązuje dużą wagę do takich spraw jak antyterroryzm i śluby prawa do Indii bezpieczeństwo publiczne, po wygranych przez BJP wyborach. Pełny tekst manifestu jest dostępny na stronie internetowej BJP.
Kampania BJP wzbudzała najwięcej kontrowersji, z powodu skierowania w powiecie magistracie z Pilibhit sprawy karnej przeciwko kandydatowi BJP Varunowi Gandhi za jego wypowiedzi pod adresem muzułmanów indyjskich z 7 marca 2009. Decyzja ta została podjęta po WE wcześniej wydanych prawna do Varun Gandhi i BJP. Po zapoznaniu się z incydentem Varun Gandhi uznany winnym siania wrogości i nienawiści między różnymi społecznościami i wydał zalecenie BJP by usunąć go z ich listy kandydatów. BJP jednak wyszedł na poparcie Varun i odmówił spadek go jako kandydata.

## Przebieg wyborów

### I Tura - 16 kwietnia 2009

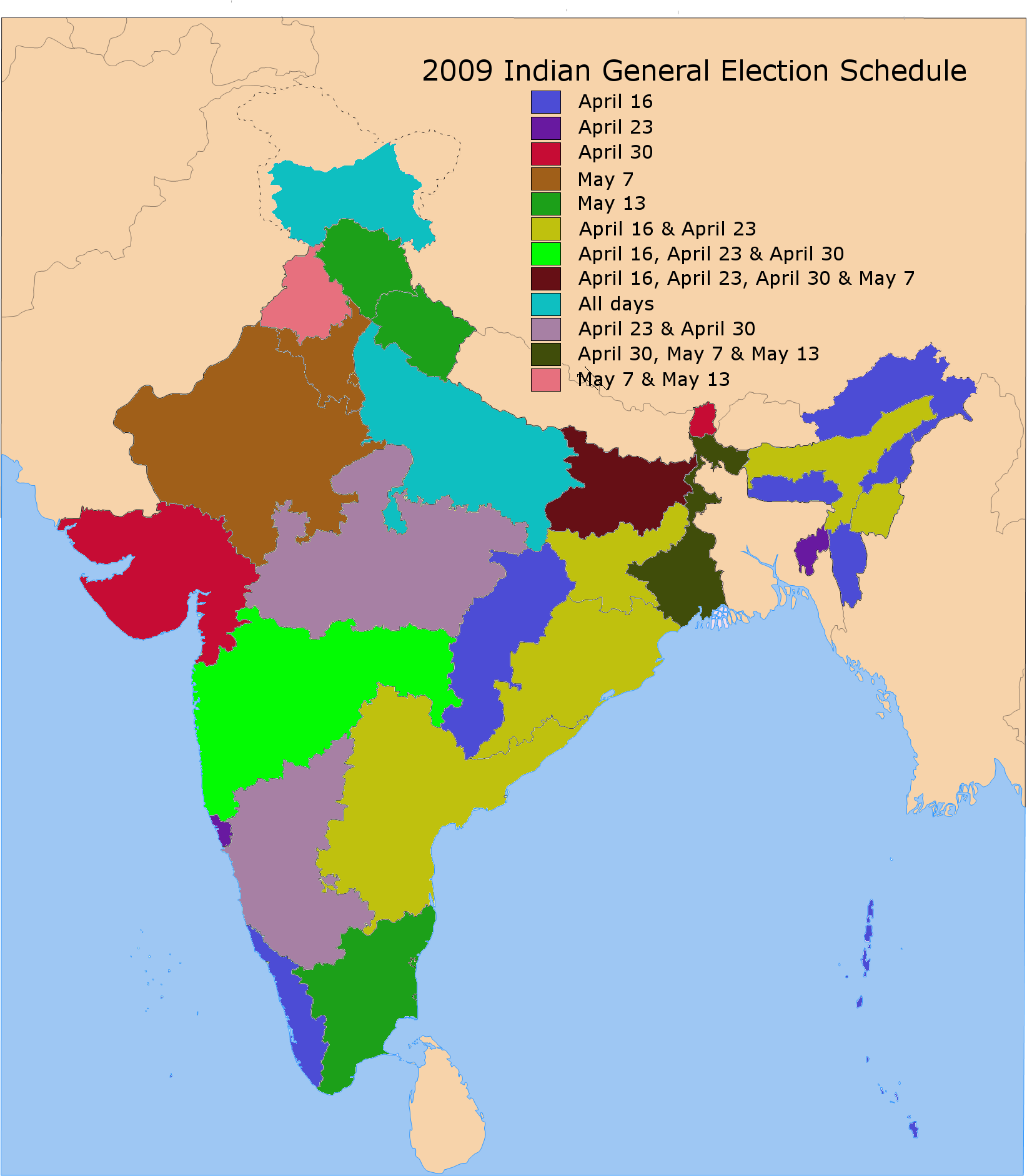
mapa wyborcza

W pierwszej turze frekwencja wyniosła około 60 procent uprawnionych. Pierwsza tura wyborów odbyła się w 185.000 lokali wyborczych, do głosowania było uprawnionych 14,31% wszystkich wyborców.
Pierwsza tura wyborów miała miejsce w czwartek, 16 kwietnia. W wyborach w 124 okręgach wyborczych przez 15 stanów i 2 terytoriach związkowych. W kilku miejscach w Chhattisgarh, Orissa, Bihar, Jharkhand i Maharashtra doszło do serii zamachów terrorystycznych zorganizowanych przez lewicowe grupy. W zamachach zginęło od 17 do 19 osób. Wśród zabitych było 5 urzędników i 10 pracowników ochrony, których rodziny otrzymały odszkodowania 10 tys. rupii. Naksalici podpalili lokale do głosowania, i dokonali ataków na wyborców, pracowników ochrony oraz pracowników wyborczych i zniszczyli pojazdy. Według jednego źródła wiadomości: "To było oczywiste, że Naksalici planowali zakłócić wybory.
Mimo tych incydentów, INE wyraziła zadowolenie z przeprowadzenia wyborów z powodu pokojowego przebiegu w wielu innych częściach kraju. Wstępne raporty z miejsca INE frekwencja na tym etapie na około 60 procent. Pierwsza tura odbyła się w 1,85 lakh (185.000) w lokalach wyborczych, służąc ponad 14,31% wyborców (143100000) którzy wybierali spośród 1715 kandydatów.
Wybory obejmowały 29 obwodów w Andhra Pradesh, po 5 w Asam i Arunachal Pradesh, 3 w Nagaland 2 w Kerala i po 1 w Dżammu i Kaszmirze i Uttar Pradesh. Ataki na wszystkie te lokale wyborcze zostały przeprowadzone w dniu 18 kwietnia 2009.
Jedną z pozytywnych rzeczy w tej fazie wyborów w powiecie Kandhamal Szacuje się, że frekwencja wśród wyborców wynosiła 90% wśród Kandhamal i 50% wśród uchodźców. Administracja wcześniej zidentyfikowała znaczną część obszaru jako nadal dotkniętą i zagrożoną kataklizmem. Dlatego też administracja rozmieściła dodatkowe zabezpieczenia na tym obszarze. Indyjski Kongres Narodowy zorganizował specjalny transport dla uchodźców z obozów do lokali wyborczych. Oba te działania pomogły osiągnąć wysoką frekwencję.

### II Tura - 22 kwietnia 2009 i 23 kwietnia 2009
Druga tura wyborów 2009 odbyła się w środę i czwartek, 22 i 23 kwietnia. W środę odbyły się wybory w okręgu wyborczym w Manipur. Podczas tej tury w rejonie miasta Ranci doszło do uprowadzenia pociągu przez maoistów z ponad dwustu pasażerami. Po pięciu godzinach rebelianci opuścili pociąg.
Wybory w Manipur przebiegły spokojne a frekwencja wyniosła około 62%. Po wyborach, przedstawiciele Komunistycznej Partii Indii (CPI) oraz Partii Ludowej Manipuru twierdzili, że podczas głosowania doszło do nadużyć pracowników.MPP twierdziła, że pracownicy Kongresu kontrolowali 11 kabin w Andro z Imphalu Wschodniego.
Podczas kolejnej fazy drugiej tury wybory odbyły się w 12 stanach w 140 okręgach wyborczych - najczęściej w każdej fazie tego wyboru. Na tym etapie w dużej mierze spokojnie i frekwencja wyniosła około 55%. Nie było przypadków przemocy w obszarach aktywnych Naxalite grupy Jharkhand i Bihar. W ubogich regionach na frekwencję na tym etapie miała wpływ fala upałów, które były południe w dniu wyborów. Temperatury wahały się między 42 a 46 stopni Celsjusza w różnych częściach kraju. W Orissa 2 członkowie komisji wyborczej zmarli na skutek udaru słonecznego .

### III Tura - 30 kwietnia 2009
Trzecia tura wyborów 2009 odbyła się w czwartek 30 kwietnia w 107 okręgach wyborczych, 10 stanach i 2 terytoriach związkowych. W tej turze startowało 1567 kandydatów. Wśród kandydatów na posłów w tej turze byli między innymi: Prezes Indyjskiego Kongresu Narodowego Sonia Gandhi, kandydat BJP na premiera Lal Krishna Advani i były premier i Janata Dal Przewodniczący Deve Gowda. W tej turze głosowano w Mumbaju, gdzie frekwencja była stosunkowo niska. Frekwencja w całym kraju była umiarkowana główną przyczyną takiego stanu były przede wszystkim ekstremalnie wysokie temperatury w dniu wyborów. Głosowanie w dużej mierze w całym kraju przebiegło pokojowo. W kilku miejscach doszło do ataków skrajnie lewicowych Naksalistów przy zastosowaniu min przeciwpiechotnych w Bengalu Zachodnim w powiecie Purulia, na skutek których ranny został policjant.

### IV Tura - 7 maja 2009
Czwarta tura wyborów odbyła się w czwartek, 7 maja w wyborach do zdobycia było w ośmiu stanach 85 mandatów o które ubiegało się 1315 kandydatów. W tej turze głosowania uczestniczyli wysocy rangą przedstawiciele rządu m.in. Minister Spraw Zagranicznych Pranab Mukherjee i były premier Mulayam Singh Yadav, Rajnath Singh, Lalu Prasad Yadav i Farooq Abdullah. Oprócz zamachów bombowych w Bengalu Zachodnim w Asansol i Murshidabad ten etap był stosunkowo spokojny. Podczas głosowania w tej turze, frekwencja w stolicy kraju Delhi wyniosła około 53%, znacznie więcej niż w poprzednich wyborach w Delhi.

### V Tura - 13 maja 2009
Piąta i ostatnia tura wyborów w 2009 r. odbyła się w środę 13 maja. Wybory odbyły się w siedmiu stanach i dwóch terytoriach w 86 okręgach wyborczych. Ogólna frekwencja wyniosła 62%. Liczne przypadki zaniżania frekwencji zanotowano w Tamil Nadu. W stanach Dżammu i Kaszmir, do dwóch lokali wyborczych nie mogli dotrzeć członkowie komisji wyborczej, ponieważ ich śmigłowce nie mogły wylądować na miejscu z powodu śniegu. Członkowie komisji wyborczej zostali zmuszeni do wędrówki po głębokim śniegu, aby dotrzeć do lokali wyborczych, na skutek czego sondaże zostały opublikowane 2 dni później 15 maja. Kilka przypadków terroru odnotowano również w tej turze. Jeden z urzędników DMK został zasztyletowany w Tamil Nadu w starciu między zwolennikami partii politycznych a inna osoba zginęła w Bengalu Zachodnim w starciach między zwolennikami Trinamool Kongresu i CPI (M) Partii Robotniczej.

## Wyniki
Wybory zakończyły się zwycięstwem koalicji Zjednoczony Sojusz Postępowy (UPA) oraz Indyjskiego Kongresu Narodowego. W stosunku do poprzednich wyborów z 2004 r. partie zwiększyły ilość mandatów o 55. Indyjski Kongres Narodowy zdobył około 30 proc głosów. Był to najlepszy wynik partii od 18 lat. Narodowy Sojusz Demokratyczny NDA stracił 29 mandatów, a Indyjska Partia Ludowa (BJP) – 22. Trzeci Front, w którym najsilniejszym ugrupowaniem jest Komunistyczna Partia Indii (Marksistowska), zdobyła 80 mandatów – o 23 więcej niż Front Lewicy w poprzednich wyborach. Wyniki wyborów zostały z zadowoleniem przyjęte przez organizacje chrześcijańskie.
| Koalicja                                                     | Liczba mandatów | +/- |
| ------------------------------------------------------------ | --------------- | --- |
| Zjednoczony Sojusz Postępowy (m.in. INC, TC)                 | 262             | +80 |
| Narodowy Sojusz Demokratyczny (m.in. BJP, JD (U), Shiv Sena) | 159             | -17 |
| Trzeci Front (m.in. CPI, AIADMK, TDP)                        | 79              | -30 |
| Czwarty Front                                                | 27              | -37 |
| pozostałe partie i kandydaci niezależni                      | 16              | +9  |
| Razem                                                        | 543             |     |

## Powstanie rządu
Prezydent, Pratibha Patil rozwiązała 14 Lok Sabha ze skutkiem natychmiastowym. W dniu 18 maja. Premier Manmohan Singh złożył dymisję całej rady ministrów na ręce pani prezydent, a następnie został ponownie wybrany na stanowisko premiera. Dzień po dymisji 19 maja Manmohan Singh i Sonia Gandhi zostali ponownie zaprzysiężeni, jako przywódca partii i przewodniczący partii był pewnym kandydatem na premiera nowego rządu. Prezydent zaprosiła Manmohana Singha na rozmowy. Nowy rząd został stworzony 20 maja i został zaprzysiężony dwa dni później.